# Distretto di Sai Buri
Il distretto di Sai Buri (in thailandese: สายบุรี) è un distretto (amphoe) della Thailandia, situato nella provincia di Pattani.